# Берлин, Валерий Эдмундович
Вале́рий Эдму́ндович Бе́рлин (род. 23 мая 1944, Тула, СССР) — советский и российский поэт, краевед, эколог, издатель и редактор историко-краеведческого альманаха «Живая Арктика», действительный член Русского географического общества.

## Биография
Валерий Берлин родился в 1944 году в Туле. В 1972 году окончил вечернее отделение Белорусского государственного университета по специальности «Ядерная электроника». В 1976 году переехал на Кольский полуостров и спустя год организовал метеостанцию 3‑го разряда «Чунозеро» в Лапландском биосферном заповеднике, в котором проработал 16 лет, основав при нём дом-музей Германа Крепса и квартиру-музей Олега Семёнова‑Тян‑Шанского.
В 1981 году выпустил первый сборник своих стихов — «Заповедник». В 1993—1994 годах работал в Институте прикладной экологии Севера, а также возглавлял международный экологический журнал «Эконорд». В 1996 году при Апатитском отделении Всероссийского общества охраны природы основал историко-краеведческий альманах «Живая Арктика».
С 1999 по 2001 годы являлся заведующим отделом краеведения и природы Апатитского историко-краеведческого музея и стал автором проекта и одним из создателей его историко-краеведческой экспозиции.

## Сочинения
- Заповедник (1981)
- Гражданин Лапландии. Одиссея Германа Крепса (1985)
- Вершинам созвучное имя. К 95-летию О.И. Семенова-Тян- Шанского (1991)
- Апатиты (2001)
- Кировск. Страницы истории (2006)
- Апатиты. Старый, Новый город (2006)
- Спортивный город у подножья Хибин (2007) в соавторстве с П. Будником
- краеведческий альманах «Живая Арктика» (с 1996 г.)[5]